# نوا-سی
نوا-سی یا فرودگر ماه نوا-سی (انگلیسی: Intuitive Machines Nova-C) یا Nova-C، یکی از مجموعه فرودگرهای ماه است که توسط شرکت آمریکایی اینتوئتیو مشینز برای ارسال محموله‌های تجاری کوچک به سطح ماه طراحی شده‌ است.
اینتوئتیو مشینز، یکی از نُه ارائه‌دهندهٔ خدمات فرود تجاری بود که توسط ناسا در نوامبر سال ۲۰۱۸ به منظور ارائه پیشنهاد برای برنامه خدمات باربری ماه تجاری (CLPS) انتخاب شد. در سال ۲۰۱۹ ناسا به اینتوئتیو مشینز یک «سفارش وظیفه» برای تحویل محموله علمی به ماه اعطا کرد. در سال ۲۰۲۱ اینتوئتیو مشینز یک قرارداد ۷۷ میلیون دلاری (ایالات متحده) را برای انجام فرود روی ماه برای ناسا دریافت کرد. این نخستین فرودگر از سه فرودگر نوا-سی، "ماموریت آی‌ام-۱/ نوا-سی فرودگر اودیسه Odysseus Lander" است. قرار بود که این فرودگر، روز چهارشنبه ۱۴ فوریه ۲۰۲۴ در ساعت ۱۲:۵۷ ظهر به وقت شرقی پرتاب شود. اما راه‌اندازی به دلیل دمای «مغایر با دمای اسمی» در مخزن متان پرتاب اودیسه به تعویق افتاد.
اودیسه، فرودگر مأموریت IM-1، در ۱۵ فوریه سال ۲۰۲۴ در ساعت ۱:۰۵ بامداد به وقت شرقی پرتاب شد. در ۲۱ فوریه سال ۲۰۲۴، فرودگر اودیسه به مدار ماه رسید و در ۲۲ فوریه سال ۲۰۲۴ در ساعت ۲۳:۲۴ UTC (۶:۲۴ بعدازظهر به وقت شرقی) بر روی ماه فرود آمد. IM پخش زنده از سکانس فرود اودیسه را از ساعت ۲۰:۰۰ UTC (۳:۰۰ بعدازظهر به وقت شرقی) در روز پنجشنبه ۲۲ فوریه سال ۲۰۲۴ میزبانی کرد.
فرود اودیسه، اولین فرود موفقیت‌آمیز یک فضاپیمای ساخت آمریکا در ماه را در بیش از ۵۰ سال گذشته رقم می‌زند و همچنین اولین باری است که یک شرکت خصوصی، فرود نرم موفقیت‌آمیز روی ماه را انجام می‌دهد.
دومین فرودگر نوا-سی با مأموریت آی‌ام-۲ برای پرتاب در ماه مارس سال ۲۰۲۴ برنامه‌ریزی شده‌است، و سومین فرودگر آی‌ام-۳ در مأموریت آی‌ام-۳ برای پرتاب در ماه ژوئن سال ۲۰۲۴ برنامه‌ریزی شده‌است. هر سه فرودگر با پرتاب کننده فالکون ۹ اسپیس‌اکس پرتاب خواهند شد. فرودگرهای قمری Nova-C به‌طور کامل برای مقاومت در برابر دمای بسیار سرد یک شب قمری طراحی نشده‌اند. بر این اساس، آنها فقط برای حداکثر حدود ۱۴ روز زمینی طراحی شده‌اند، که طول بخش نور خورشید در یک روز ماه است. برنامه فرودگر Nova-C Intuitive Machines بخشی از برنامه آرتمیس ناسا است که یکی از اهداف بلندمدت آن، ایجاد یک پایگاه دائمی سرنشین‌دار در ماه است.

## نگاه کلی

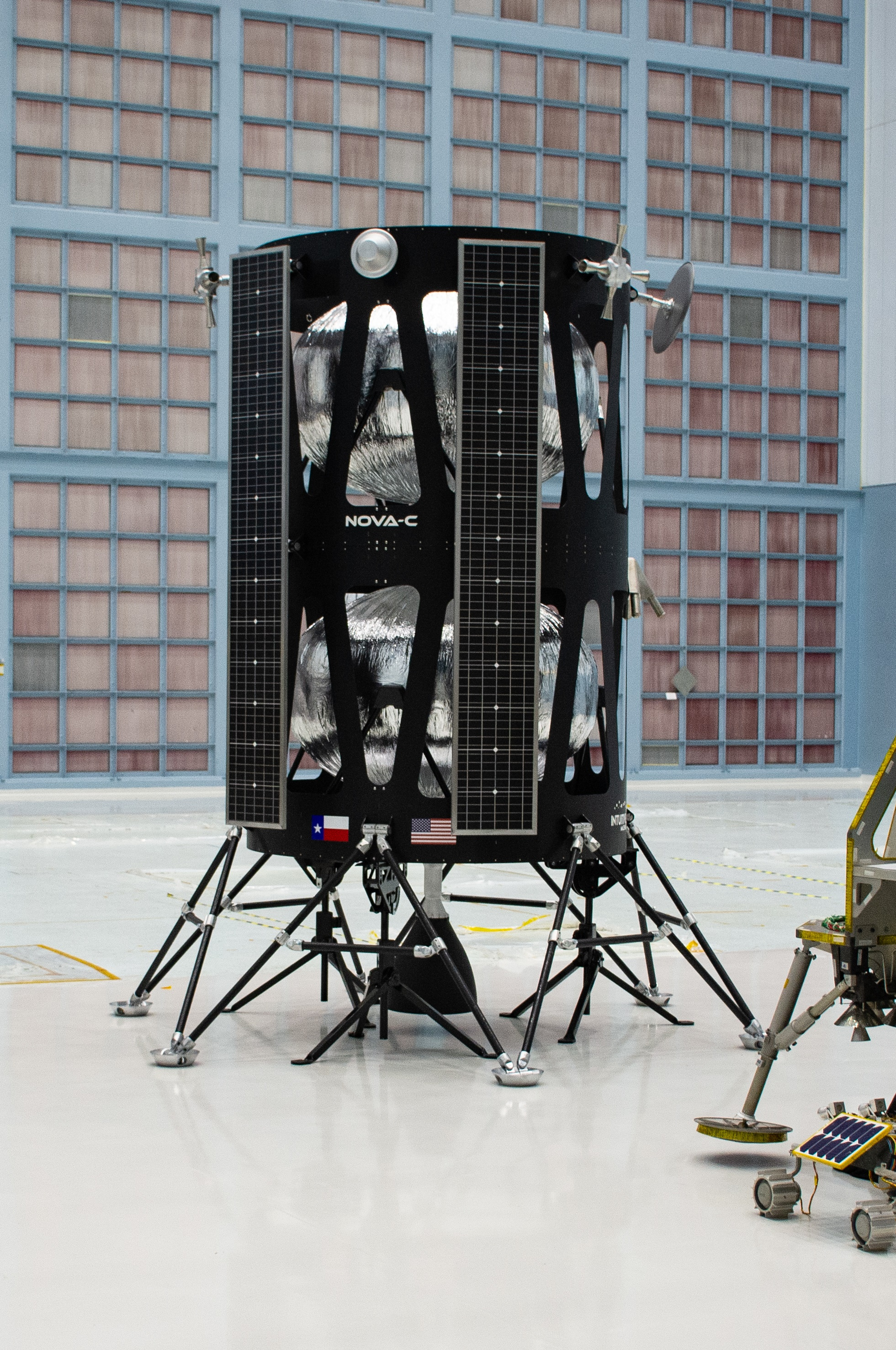
تصویری از نوا-سی در می ۲۰۱۹

طراحی نوا-سی توسط اینتوئتیو مشینز توسعه داده شد، که از میراث فناوری توسعه یافته توسط پروژه مورفئوس ناسا بهره‌مند است. موتور اصلی: (VR900) که با چرخه مخزن تحت فشار تغذیه می‌شود، از متان و اکسیژن به عنوان پیشران مایع استفاده می‌کند که این سوخت در مخزن توسط گاز هلیوم تحت فشار قرار می‌گیرد، تا نیروی رانش ۴۰۰۰ نیوتن (۹۰۰ پوند بر فوت) تولید کند. ساختار فرودگر یک استوانه شش ضلعی با شش پایه فرود است. این شامل پانل‌های خورشیدی است که می‌تواند ۲۰۰ وات برق در سطح ماه تولید کند.
فرودگر شامل فرود مستقل و فناوری تشخیص خطر است و پس از فرود همچنان می‌تواند با انجام یک برخاست عمودی، کروز و فرود عمودی، خود را به محل فرود دوم منتقل کند. پیشرانه بر روی نوا-سی در سکوی پرتاب همراه با بارگیری پیشرانه وسیله نقلیه پرتاب بارگیری می‌شود. نوا-سی قادر به پوشش داده ۲۴/۷ برای بار مشتری خود است و می‌تواند محموله ۱۰۰ کیلوگرمی را در خود نگه دارد.

## مأموریت آی‌ام-۱
اینتوئتیو مشینز اولین فرودگر ماه خود را برای اینتوئتیو مشینز به نام Odysseus نامید.

### انتخاب
در سال ۲۰۲۱ شرکت اینتوئتیو مشینز یک قرارداد ۷۷ میلیون دلاری با ناسا برای ساخت و راه‌اندازی اولین نوا-سی به عنوان بخشی از برنامه Commercial Lunar Payload Services ناسا امضا کرد. اینتوئتیو مشینز قرار است سه فرودگر اول را برای این برنامه تولید کند که وظیفهٔ تحویل محموله‌های کوچک را برای اکتشاف و آزمایش فناوری‌های مختلف جدید و تجزیه و تحلیل و پردازش برخی از منابع طبیعی ماه دارند.

### راه‌اندازی
مأموریت آی‌ام-۱ با فرودگر اودیسه برای پرتاب در ساعت 12:57 EST بامداد، ۱۴ فوریه ۲۰۲۴ از مرکز فضایی کندی در فلوریدا برنامه‌ریزی شده‌است. پوشش زندهٔ پرتاب باید در تلویزیون ناسا در دسترس باشد. به عنوان یکی از آخرین آماده‌سازی‌ها برای پرتاب آتی، در ۳۱ ژانویهٔ ۲۰۲۴، فضاپیمای Nova-C برای آی‌ام-۱ تحت محموله‌های پرتابی که به زودی SpaceX Falcon 9 Block 5 خواهد بود، ایمن شد.
بارگیری پیشرانه فرودگر اودیسه در مجتمع پرتاب LC-39A در فلوریدا با استفاده از همان انتقال دهنده (جرثقیل متحرک) انجام خواهد شد که سوخت RP-1 و اکسیژن مایع را بر روی خودروی پرتاب فالکون ۹ مأموریت بارگیری می‌کند. چند روز قبل از پرتاب، یک تمرین لباس مرطوب (آزمایش سیستم سوخت نهایی) بارگیری Nova-C با پیشران انجام خواهد شد.

### محموله‌ها
برای مأموریت IM-1، فرودگر Nova-C Odysseus حداکثر پنج ابزار مورد نیاز ناسا را حمل خواهد کرد. فرودگر همچنین محموله‌هایی را از مشتریان دیگر از جمله EagleCAM حمل خواهد کرد. فرودگر به مدت یک روز قمری، که معادل حدود ۱۴ روز زمینی است، کار خواهد کرد. محل فرود برنامه‌ریزی شده چندین بار تغییر کرده‌است. در مرحله‌ای قرار بود بین Mare Serenitatis و Mare Crisium فرود بیاید. تا تاریخ February ۲۰۲۳ از فوریه ۲۰۲۳، این سایت در Malapert A در نزدیکی قطب جنوب ماه خواهد بود.
فرودگر همچنین مجسمه فازهای ماه اثر جف کونز را در محموله خود حمل خواهد کرد. از زمانی که مجسمهٔ فضانورد سقوط کرده پل ون هویدونک توسط دیوید اسکات از آپولو ۱۵ در سال ۱۹۷۱ روی ماه قرار گرفت، این اولین نصب مجسمه‌ای است که به ماه می‌رسد.
برای تخمین مقدار پیشرانه موجود در طول مأموریت IM-1، یک محموله گیج جرم فرکانس رادیویی (RFMG) گنجانده می‌شود. این نخستین آزمایش طولانی مدت یک RFMG بر روی یک فضاپیمای مستقل خواهد بود.